# Аксіоматика теорії ймовірностей
Аксіоматика Колмогорова — загальноприйнятий аксіоматичний підхід до математичного опису події та імовірності, запропонований Андрієм Миколайовичем Колмогоровим в 1929, остаточно в 1933. Він додав теорії ймовірностей формальний стиль, прийнятий у сучасній математиці.

## Історія аксіоматизації теорії імовірностей
Проблема аксиоматизації теорії імовірностей включена Д. Гільбертом у формулювання його 6-ї проблеми «Математичний виклад основ фізики»:
| Ліві лапки | З дослідженнями геометрії тісно зв'язана задача про аксіоматичну побудову по цьому ж зразку тих фізичних дисциплін, у яких уже тепер математика відіграє видатну роль: це в першу чергу теорія імовірностей та механіка. Що стосується аксіом теорії імовірностей, те мені здавалося б бажаним, щоб паралельно з логічним обґрунтуванням цієї теорії йшов рука об руку строгий і задовільний розвиток методу середніх значень у математичній фізиці, зокрема, у кінетичній теорії газів. | Праві лапки |

До Колмогорова спроби аксіоматизувати теорію ймовірностей починали Больман, С. Бернштейн, Р. Мізес, а також А. Ломницкий на базі ідей Е. Бореля про зв'язок понять імовірності й міри.
А. Н. Колмогоров під впливом ідей теорії множин та теорії міри сформулював просту систему аксіом (яка, щоправда, не є єдиною), що дозволила описати вже існуючі на той час класичні розділи теорії імовірностей, дати поштовх розвитку її нових розділів, наприклад, теорії випадкових процесів, і стала загальноприйнятою в сучасній теорії імовірностей.

## Аксіоми теорії ймовірностей
Елементарна теорія ймовірностей — та частина теорії ймовірностей, в якій доводиться мати справу з ймовірностями лише скінченного числа подій. Теорія ймовірностей, як математична дисципліна, може і повинна бути аксіоматизована абсолютно в тому ж сенсі, як геометрія або алгебра. Це означає, що, після того як дані назви досліджуваних об'єктів та їх основні відношення, а також аксіоми, яким ці відношення повинні підкорюватися, весь подальший виклад повинен ґрунтуватися виключно лише на цих аксіомах, не спираючись на звичайне конкретне значення цих об'єктів і їх відношень. Аксиоматизація теорії ймовірностей може бути проведена різними способами як щодо вибору аксіом, так і щодо вибору основних понять і основних співвідношень. Якщо мати на меті можливу простоту як самої системи аксіом, так і побудови на ній подальшої теорії, то представляється найдоцільнішим аксіоматизовані поняття випадкової події та його ймовірності.

### Формування
Нехай {\displaystyle ~\Omega }  — множина елементів {\displaystyle ~\omega }, які називаються елементарними подіями, а {\displaystyle ~{\mathcal {F}}} — множина підмножин {\displaystyle ~\Omega }, що називаються випадковими подіями (або просто — подіями), а {\displaystyle ~\Omega } — простір елементарних подій.
- Аксіома I (алгебра подій). {\displaystyle {\mathcal {F}}} є алгеброю подій.
- Аксіома II (існування ймовірності подій). Кожній події {\displaystyle x} з {\displaystyle {\mathcal {F}}} поставлено у відповідність невід'ємне дійсне число {\displaystyle \mathbf {P} (x)}, яке називається ймовірністю події {\displaystyle x}.
- Аксіома III (нормування ймовірності). {\displaystyle \mathbf {P} (\Omega )=1}.
- Аксіома IV (адитивність ймовірності). Якщо події {\displaystyle x} і {\displaystyle y} не перетинаються, то: {\displaystyle \mathbf {P} (x+y)=\mathbf {P} (x)+\mathbf {P} (y)}.

Сукупність об'єктів {\displaystyle (\Omega ,{\mathcal {F}},\mathbf {P} )}, що задовольняє аксіомам I-IV, називається ймовірнісним простором (у Колмогорова: поле ймовірностей).

### Зауваження
Система аксіом I—IV не суперечить сама собі. Це показує наступний приклад: {\displaystyle ~\Omega } складається з єдиного елемента {\displaystyle ~\omega }, {\displaystyle {\mathcal {F}}} — з {\displaystyle ~\Omega } і безлічі неможливих подій (порожньої множини) {\displaystyle \varnothing }, при цьому {\displaystyle \mathbf {P} (\Omega )=1,\mathbf {P} (\varnothing )=0}. Однак ця система аксіом не є повною: в різних питаннях теорії ймовірностей розглядаються різні ймовірнісні простори.